# Liga Gravataiense de Futebol
A Liga Gravataiense de Futebol (LGF) é uma entidade desportiva da cidade de Gravataí, fundada em 09 de maio de 1958. Tem como metas a organização de campeonatos municipais de futebol de campo amador, a estruturação dos times locais e a qualificação de campos do município. Atualmente ela realiza as competições municipais de futebol de campo com o apoio e financiamento da Prefeitura Municipal de Gravataí.
Segundo o presidente, Eliseu Ramos, em 2008 a entidade já possuia 58 clubes filiados, realizava 12 campeonatos por ano em competições de abril a dezembro e envolvia 5.245 pessoas com o esporte (entre dirigentes e atletas).

## História
A Liga Gravataiense de Futebol foi fundada pelos clubes locais Cerâmica, Alvi-Rubro e E.C. Paladino em 1958 visando organizar a competição de futebol de campo amadora realizada na cidade de Gravataí. O ex-vereador Dirceu Luiz Miguel, descreveu esse processo através do seguinte discurso: "Nos anos 50 surge a terceira força do nosso futebol, inicialmente chamada de 'o pessoal do cerâmica', local onde havia sido fundado. O nome pegou e junto com o E.C. Paladino e Alvi-Rubro fundaram a Liga Gravataiense de Futebol".
A criação deste terceiro clube de futebol de campo provavelmente resultou na motivação para a criação da liga. Segundo Scherer, uma regra da Federação Rio-Grandense de Desportos, atual FGF, exigia que cidades com mais de dois clubes deveriam fundar uma associação específica: "[...] De acordo com os estatutos da FRGD, era essa a data final para o registro de jogadores. Caso houvesse mais de dois clubes numa mesma cidade, era obrigatório que se formasse uma liga ou associação para dirigir o campeonato local, sendo o representante definido pelo resultado do campeonato municipal [...]". O Paladino foi fundado em 1927 e o Alvi-Rubro foi fundado em 1933. Os dois revezaram as participações nas edições de 1943, 1947, 1949 pelo Alvi-Rubro, e o 1948, 1950, 1951, 1953, 1956 e 1957 (Paladino) do Campeonato Gaúcho de Futebol Amador.[carece de fontes?] O Cerâmica foi fundado em 1950, porém o Alvi-Rubro foi desfiliado da federação entre 1952 e 1957. Dessa forma, em 1958, existiam três clubes na disputa pela vaga no Campeonato Gaúcho de Futebol Amador. Essa regra da FRGD durou até 1960.
A entidade participou da organização de algumas edições do Citadino até 1999, quando ela foi reativada em uma parceria com a Prefeitura, "porque até então, a entidade não tinha um convênio com o poder Executivo, tornando assim difíceis as condições de trabalho". Segundo o ex-prefeito Sérgio Stasinski, em 1998, o CND (órgão da prefeitura que coordenava os campeonatos) vivia "uma situação inadequada, onde a Prefeitura exercia uma função que não cabia ao poder público. Os juízes eram contratados por licitação, onde o critério básico é o preço. Em 1998 iniciamos a discussão com a mencionada comissão para reativar a Liga Gravataiense de Futebol, com autonomia plena. Em 1999, com a reativação da Liga mudou a relação do governo com a organização do futebol amador. A partir daí constituímos grande avanços". Segundo o presidente da entidade, após 13 anos de parceria com a Prefeitura, em 2013 foi possível "colocar os repasses em dias".
Em 2008, a LGF foi homenageada pela Câmara de Vereadores de Gravataí em decorrência dos 50 anos de sua fundação.
Recentemente, a LGF adquiriu sua sede. Em 2008 ela ainda não existia. Reuniões mais recentes são realizadas nesse local.
Em março de 2014, a Liga de Gravataiense de Futebol retomou a parceria com a Liga Municipal de Desportos (LIMUDES) da cidade Cachoeirinha, de forma que jogadores punidos em um município não poderão mais atuar na cidade vizinha.

## Competições
Em 2008, 12 competições do Campeonato Citadino de Gravataí eram realizados pela Liga Gravataiense de Futebol. Abaixo são listadas algumas competições já realizadas nas edições de 2011, 2012, 2013, 2014 ou anteriores:
- Campeonato Especial de Amadores
- Campeonato de Acesso
- Campeonato Feminino
- Campeonato Veteranos
- Campeonato Master
- Campeonato Sub 18
- Campeonato Sub 17
- Campeonato Sub 15
- Campeonato Sub 14
- Campeonato Sub 13
- Campeonato Sub 12
- Campeonato Sub 11
- Campeonato Sub 10
- Campeonato Sub 09
- Campeonato Infantil
- Campeonato da Amizade [1]

## Títulos

### Campeonato Especial de Amadores
a. Clubes fundadores da LGF.